# Dalechampia burgeriana
Dalechampia burgeriana är en törelväxtart som beskrevs av Gómez-laur.. Dalechampia burgeriana ingår i släktet Dalechampia och familjen törelväxter.
Artens utbredningsområde är Costa Rica. Inga underarter finns listade i Catalogue of Life.